# David Löfquist
David Löfquist est un footballeur suédois, né le 6 août 1986 à Sölvesborg, en Suède. Il évolue au poste de milieu de terrain.

## Palmarès
- Mjällby AIF
  - Vainqueur du Superettan en 2009.

## Statistiques
| Saison    | Club           | Pays        | Championnat        | Coupes nationales | Coupe d'Europe |
| --------- | -------------- | ----------- | ------------------ | ----------------- | -------------- |
| 2007      | Mjällby AIF    | Superettan  | 19 matchs / 1 but  | -                 | -              |
| 2008      | Mjällby AIF    | Superettan  | 26 matchs / 1 but  | -                 | -              |
| 2009      | Mjällby AIF    | Superettan  | 30 matchs / 5 buts | -                 | -              |
| 2010      | Mjällby AIF    | Allsvenskan | 29 matchs / 6 buts | 2 matchs          | -              |
| 2011      | Mjällby AIF    | Allsvenskan | 27 matchs / 8 buts | 1 match           | -              |
| 2011-2012 | Parma FC       | Série A     | -                  | -                 | -              |
| 2011-2012 | AS Gubbio 1910 | Série B     | 9 matchs / 1 but   | -                 | -              |
| 2012      | Malmö FF       | Allsvenskan | 4 matchs           | -                 | -              |
| 2012-2013 | OB Odense      | SAS Ligaen  | 10 matchs          | -                 | -              |

Dernière mise à jour le 15 juin 2013